# 岐阜県道175号岐阜岐南線
岐阜県道175号岐阜岐南線（ぎふけんどう175ごう ぎふぎなんせん）とは岐阜県岐阜市と岐阜県羽島郡岐南町を結ぶ一般県道である。

## 概要

### 路線データ
- 起点：岐阜県岐阜市東川手（岐阜県道14号岐阜稲沢線交点）
- 終点：岐阜県羽島郡岐南町伏屋（国道22号（名岐バイパス）交点）

## 路線状況
全線にわたって4車線化にする改良工事が行われており、2012年（平成24年）9月12日には境川を跨ぐ厚南大橋と名鉄名古屋本線を跨ぐ高架橋を含む区間が完成し、供用開始した。2025年現在、起点の岐阜市西川手（西川手8交差点=岐阜県道14号岐阜稲沢線交点）から岐南中学校付近まで4車線で供用されている。岐南中学校付近から終点の岐南町伏屋（伏屋交差点=国道22号（名岐バイパス）交点）までの区間は、東海道本線とのアンダーパスも含めた改良工事が行われている。この改良工事が全線で完了することにより、起点の岐阜市西川手の西川手8交差点で直結する岐阜市道と合わせて、岐阜市中鶉の中鶉3西交差点（岐阜県道1号岐阜南濃線交点）から岐南町伏屋の伏屋交差点（国道22号（名岐バイパス）交点）までの4車線道路が完成する予定で、当道路の北を並行する国道21号（岐大バイパス）のバイパス機能を担うことが期待される。

### 別名
- 竜門通り（岐南町）

## 地理

### 通過する自治体
- 岐阜県
  - 岐阜市
  - 羽島郡
    - 岐南町

### 交差する道路
- 岐阜県道14号岐阜稲沢線（岐阜市：西川手8交差点）
- 岐阜県道177号下印食笠松線（岐南町：徳田4交差点）
- 国道22号（名岐バイパス）（岐南町：伏屋交差点）

### 沿線
- エスラインギフ本社
- 岐南町総合体育館
- 岐南町図書館
- 岐南町歴史民俗資料館
- 岐南町立岐南中学校